# Shin Bora
Shin Bora (* 17. März 1987 in Geoje) ist eine südkoreanische Komikerin. Sie ist Mitglied der Comedy-Gruppe Brave Guys und tritt mit diesen in der koreanischen Comedyshow Gag Concert regelmäßig auf. Des Weiteren ist sie nebenbei auch als Sängerin aktiv.